# Bostra
Bostra (łac. Archidiœcesis Bostrenus) – stolica historycznej archidiecezji w Cesarstwie Rzymskim (prowincja Arabia), współcześnie w Syrii. Pierwsi wzmiankowani biskupi to Berylius i Maximius (III w.). W XVIII w. formalnie ustanowiona katolickim arcybiskupstwem tytularnym, od 1975 nie jest obsadzona.

## Arcybiskupi tytularni
| Lp. | Biskup                                     | Od                | Do                |
| --- | ------------------------------------------ | ----------------- | ----------------- |
| 1   | Giuseppe Maria Perrimezzi OM               | 24 marca 1734     | 10 lutego 1740    |
| 2   | Domenico Arcaroli                          | 26 czerwca 1818   | 25 czerwca 1826   |
| 3   | Domenico Secondi OFMConv.                  | 15 lipca 1841     | 3 kwietnia 1842   |
| 4   | Francisco de Paul García Peláez            | 27 stycznia 1843  | 10 listopada 1845 |
| 5   | Walter Steins SJ                           | 11 stycznia 1867  | 23 kwietnia 1879  |
| 6   | Vincenzo Taglialatela                      | 27 lutego 1880    | 1886              |
| 7   | Francisco Sáenz de Urturi y Crespo OFMObs. | 31 maja 1899      | 13 grudnia 1903   |
| 8   | Martín García y Alcocer OFMDisc.           | 30 lipca 1904     | 20 maja 1926      |
| 9   | Peter Hurth CSC                            | 12 listopada 1926 | 1 sierpnia 1935   |
| 10  | Iwannis Gandour                            | 12 grudnia 1950   | 16 lipca 1961     |
| 11  | John Cody                                  | 10 sierpnia 1961  | 8 listopada 1964  |
| 12  | Iwannis Stété                              | 20 sierpnia 1968  | 27 lutego 1975    |